# Tårs
Tårs es una localidad situada en el municipio de Hjørring, en la región de Jutlandia Septentrional (Dinamarca). Tiene una población estimada, a inicios de 2023, de 1850 habitantes.
Está ubicada en el extremo norte de la península de Jutlandia, junto a la costa del Skagerrak (mar del Norte).